# Benedikt Schwank
Benedikt Schwank OSB (* 16. April 1923 in Karlsruhe als Hans Schwank; † 14. Oktober 2016 in Beuron) war ein deutscher Benediktinermönch und Professor für Neues Testament und Biblische Archäologie.

## Leben
Hans Schwank war Sohn einer Karlsruher Medizinerfamilie. Nach dem Abitur am Bismarck-Gymnasium Karlsruhe wurde er zum Reichsarbeitsdienst verpflichtet. Zum Sommersemester 1941 begann er ein Studium der Biologie an der Technischen Hochschule Karlsruhe, wurde aber bereits kurz darauf zur Wehrmacht eingezogen. Er wurde bei Fronteinsätzen in Russland mehrfach schwer verwundet. Sein Bruder Bernhard fiel im April 1945 und Hans Schwank geriet wie sein Vater, der als Truppenarzt verpflichtet worden war, in französische Kriegsgefangenschaft.
Nach der Entlassung aus der Kriegsgefangenschaft trat er 1946 in die Benediktiner-Erzabtei Beuron ein und erhielt den Ordensnamen Benedikt. Er war als Kind bereits 1929 in Beuron und erlebte die Erzabtei mit über 300 Mönchen unter Erzabt Raphael Walzer. Er studierte in Maria Laach, an der Benediktinerhochschule Sant’Anselmo in Rom und nach seiner Priesterweihe 1952 am Päpstlichen Bibelinstitut, wo er promoviert wurde.
Von 1955 bis 2002 lehrte er als Professor für Neues Testament und Biblische Zeitgeschichte bis zur Schließung 1968 an der Theologischen Hochschule Beuron. Franz von Tattenbach SJ holte ihn anschließend an die jesuitische Hochschule für Philosophie München, an der er bis 2002 lehrte. Von 1975 bis 1991 lehrte er zudem im ökumenischen Theologischen Studienjahr an der Dormitio-Abtei in Jerusalem. In seiner Arbeit konnte Schwank an die reiche Beuroner Tradition biblischer, patristischer und liturgiegeschichtlicher Forschungen und die Beiträge seiner Ordensbrüder Alban Dold, Athanasius Miller und Bonifatius Fischer anknüpfen.
Benedikt Schwank durchwanderte seit den 1950er Jahren die Landschaften Galiläa, Samaria, Judäa, den Negev und große Teile der Schefela. Außerdem bereiste er die anderen Länder der Bibel: Jordanien, Ägypten, Syrien, den Libanon, die Stationen der Reisen des hl. Paulus sowie Tunesien. Dabei fotografierte er die Bauern, Hirten und Handwerker bei der Arbeit, Alltagsszenen, Pflanzen und Tiere, darunter alle Pflanzen in der Bibel und Tiere in der Bibel (soweit die Arten sich identifizieren lassen und dort heute noch vorkommen), traditionelle landwirtschaftliche und häusliche Gerätschaften, Bauten und Ausgrabungsstätten. Seine Mönchszelle in Beuron barg Zehntausende von Dias, die er von 1952 bis 2004 aufgenommen hatte – eine einzigartige Dokumentation einer Lebenswelt, die im 21. Jahrhundert nicht mehr besteht. Die fast 50.000 Fotografien umfassende „Sammlung Benedikt Schwank“ wurde durch das Seminar für Altes Testament und Biblische Archäologie der Johannes Gutenberg-Universität Mainz digitalisiert.
Von 1970 bis 2005 war er außerdem Hauptschriftleiter der benediktinischen Monatszeitschrift Erbe und Auftrag und leitete über lange Jahre die Beuroner Bibeltage. In den Jahren 1966 und 1967 erarbeitete er zusammen mit Pastor Klaus Dietrich Fricke die Loccumer Richtlinien. 
Von 1971 bis 1980 führte er in Eigenregie biblische Reisen in Israel, Syrien, Jordanien, Zypern, Tunesien, Griechenland, Türkei und Albanien durch.

## Schriften

### Wissenschaftliche und geistliche Schriften zur Bibel
- Zur Neuausgabe von „Contra Varimadum“ nach dem Codex Paris B.N.Lat. 12217. Diss. Pontificium Athenaeum Anselmianum, Rom, Teildruck: Beuroner Kunstverlag, Beuron 1960.
- Zur Neuausgabe von „Contra Varimadum“ nach dem Codex Paris B.N.Lat. 12217 im Corpus Christianorum Series Latina XC. In: Sacris Erudiri, ISSN 0771-7776, Jg. 12 (1961), S. 112–196.
- Das Johannesevangelium. Erster Teil (1,1–4,54), Patmos-Verlag, Düsseldorf 1966.
- Fortschritte in der Johannes-Exegese? In: Erbe und Auftrag, Jg. 43 (1967), S. 157–162.
- Der erste Brief des Apostels Petrus. Patmos-Verlag, Düsseldorf, 4. Aufl. 1986. ISBN 3-491-77120-X.
- Bilder und Gleichnisse der Bibel. Folien für Unterricht und Bildbetrachtung. [Kleine Realienkunde zur Bibel mit fundiertem Kommentar für den praktischen Einsatz]
  - Mappe I mit acht Heften und Folien: Mandelzweig, Feigenbaum, Acker, Senfkorn, Schlange und Skorpion, Eckstein, Fische, Hirt und Herde. Beuron 2. Aufl. 1999.
  - Mappe II mit acht Heften und Folien: Fleisch, Lilie des Feldes, Ölbaum, Weinstock, Brot, Brunnen, Steinkrug, Töpfer. Beuron 1998.
  - Mappe III mit acht Heften und Folien: Paschalamm, Tora-Rolle, Hausbau, Steinmetz, Augustus, Antiochus, Münzen im NT, Klein-Münze aus Tiberias. Beuron 1999.
  - Mappe IV mit acht Folien in acht Heften: Beter, Joch, Pflug, Dresch-Schlitten, Mühle, Quelle, Tiberius, Pontius Pilatus. Beuron 2000.
- Evangelium nach Johannes. Praktischer Kommentar. EOS, Sankt Ottilien 3. Aufl. 2007. ISBN 978-3-8306-7270-8.
- Am Anfang – das Wort. Beuroner Einführungen zu den Sonntagslesungen des Lesejahrs A. Beuroner Kunstverlag, Beuron 2016. ISBN 978-3-87071-342-3.
- Am Anfang – das Wort. Beuroner Einführungen zu den Sonntagslesungen des Lesejahrs B. Beuroner Kunstverlag, Beuron 2017. ISBN 978-3-87071-343-0.
- Am Anfang – das Wort. Beuroner Einführungen zu den Sonntagslesungen des Lesejahrs C. Beuroner Kunstverlag, Beuron 2017. ISBN 978-3-87071-344-7.

### Biographisches
- Er führte mich ins Weite. Wie ich das 20. Jahrhundert erlebte. EOS, Sankt Ottilien 2011. ISBN 978-3-8306-7442-9. (Autobiographie)
- Mein drittes Kriegsjahr 1941/1942. In: Erbe und Auftrag, Jg. 81 (2005), S. 476–497. (mit Abbildungen)

### Als Herausgeber
- mit Donatien de Bruyne und Johannes Fraipont: Florilegia biblica Africana saec. V.: Pseudo-Vigilii Thapsensis Opus Contra Varimadum. Pseudo-Augustini Solutiones diversarum quaestionum ab haereticis obiectarum. Testimonia de patre et filio et spiritu sancto. Incerti Auctoris Liber de trinitate (= Corpus Christianorum, Series Latina, Bd. 90). Typographi Brepols Editores Pontificii, Turnholti 1961, ISBN 2-503-00901-8.

## Foto-Datenbank
- Images of the Biblical World Online – Archive Benedikt Schwank, Beuron. Herausgegeben von Wolfgang Zwickel. de Gruyter, Berlin 2014 (Kurzvorstellung des Bestandes).